# ایکو مینامی
ایکو می‌نامی (به انگلیسی: 南 栄子, Minami Eiko)، یک هنرپیشه و رقاص ژاپنی بود.